# Carolyn Carlson

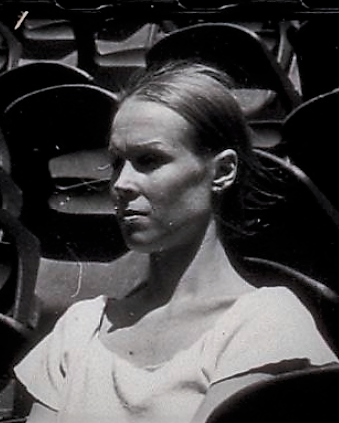
Carolyn Carlson

Carolyn Carlson (* 7. März 1943 in Oakland/Kalifornien) ist eine US-amerikanische Tänzerin und Choreographin. Sie ist auch als Malerin und Grafikerin tätig.

## Leben
Carlson studierte an der San Francisco Ballet School und arbeitete von 1966 bis 1971 in Alwin Nikolais’ Company. 1968 gewann sie beim Internationalen Tanzwettbewerb in Paris den Preis als beste Tänzerin. Mitte der 1970er Jahre leitete sie die Paris Opera Theatrical Research Group an der Opéra Garnier. In dieser Zeit entstanden Werke wie L'Or des Fous, Les fous d'or und Wind, Water, Sand, This and That and The Other. 
Nach Auftritten bei verschiedenen Festivals in Europa arbeitete sie von 1980 bis 1985 im Teatro La Fenice in Venedig, wo ihre Blue Lady entstand, die internationale Beachtung fand und Carlson einen festen Platz als führende Vertreterin des Modern Dance sicherte. 1993 wurde sie Direktorin des schwedischen Cullberg Ballet. Mehr als neun Jahre lang – bis 2014 – leitete sie das Centre choréographique national in Roubaix.
Carlson arbeitet vorrangig mit den Musikern René Aubry, Michel Portal und Gabriel Yared; auch die Jazzmusikerin Karin Krog komponierte für sie.

## Visuelle Poesie
Die lyrisch-abstrakten grafischen Arbeiten der Künstlerin (meist in schwarz-weiß) können als Visualisierung von Tanzbewegungen interpretiert werden. Eine Ausstellung unter dem Titel Writings on Water fand 2017 im Musée d'art et d'industrie André Diligent im ehemaligen Schwimmbad (La Piscine) von Roubaix statt.